# Augusto de Lima
Augusto de Lima – miasto i gmina w Brazylii, w stanie Minas Gerais. Znajduje się w mezoregionie Central Mineira i mikroregionie Curvelo.